# Unteroffizier vom Dienst
Der Unteroffizier vom Dienst (UvD) ist eine Dienststellung und ein Sonderdienst der Bundeswehr. Er ist in seiner Funktion Vorgesetzter mit besonderem Aufgabenbereich (§ 3 VorgV). Der UvD ist für die Überwachung des Innendienstes innerhalb seiner Einheit verantwortlich.

## Bezeichnung und Kennzeichnung

Armbinde des UvD

Dieser Sonderdienst wird im Allgemeinen von Soldaten der Dienstgradgruppe der Unteroffiziere ohne Portepee oder von erfahrenen Mannschaften wahrgenommen. Teilweise wurden bereits Gefreite oder Obergefreite als UvD eingesetzt.
Der UvD trägt während seines Dienstes eine weiße Armbinde mit der Aufschrift UvD am linken Oberarm. Früher wurde anstelle dieser Armbinde eine blaue Schulterschnur an der rechten Schulter getragen.

## Aufgabenbereich
Der UvD ist ein Sonderdienst zur Überwachung des Innendienstes. Des Weiteren ist der UvD für die Sauberkeit der Kompanie und für die Einhaltung der soldatischen Ordnung nach dem allgemeinen Dienstschluss verantwortlich. So obliegt ihm unter anderem das Wecken, die Überwachung der Reinigung der Unterkünfte und die Einhaltung der Nachtruhe. Im Allgemeinen und im Besonderen handelt er nach Weisung des Kompaniefeldwebels seiner Einheit. 
Der Dienst als UvD dauert in der Regel 24 Stunden (von allgemeinen Dienstbeginn bis zum Dienstbeginn des nächsten Tages). Er nimmt neben dieser Aufgabe im Normalfall am Tagesdienst seiner Einheit teil. Als Dienstort ist für ihn ein spezielles UvD-Zimmer im Eingangsbereich des Unterkunftsgebäudes vorgesehen. Der UvD führt ein Meldebuch über alle Ereignisse innerhalb seines Aufgabenbereiches.
Ihm sind teilweise ein oder zwei Soldaten der Dienstgradgruppe der Mannschaften als Gefreiter vom Dienst (GvD) zugeordnet, bei der Marine Matrose vom Dienst (MvD) genannt. Nachts darf der UvD im Wechsel mit dem GvD ruhen. Er hat regelmäßig, auch während der Nacht, Kontrollgänge (Rondengänge) im Kompaniebereich und oftmals auch in zugewiesenen Aufgabenbereichen durchzuführen.

### UvD im Sanitätsdienst
In Sanitätsstaffeln sorgt der ständig vor Ort befindliche UvD außerhalb der normalen Dienstzeiten für die Erstversorgung von Notfällen bis zum Eintreffen des Arztes vom Dienst. Er muss zudem in der Lage sein, diesem bis hin zu kleinen chirurgischen Eingriffen im Operationssaal – zum Beispiel beim Nähen – zu assistieren. Zur Durchführung seiner Aufgaben ist er jedem anderen nicht sanitätsdienstlichen Dienstgrad weisungsbefugt. Ist zur Aufgabenerfüllung ein Einsatz-Krankenwagen im Zugriff, so untersteht ihm auch der zugehörige diensthabende Kraftfahrer vom Dienst.

## Unterstellungs- und Vorgesetztenverhältnisse
Der Unteroffizier vom Dienst untersteht im besonderen Aufgabenbereich dem Kompaniefeldwebel (KpFw) und außerhalb der allgemeinen Dienstzeit zusätzlich dem Feldwebel vom Wochendienst (FvW) und dem Offizier vom Wachdienst (OvWa).
Als Soldat, dem nach seiner Dienststellung ein besonderer Aufgabenbereich zugewiesen ist, hat der Unteroffizier vom Dienst die Befugnis, anderen Soldaten Befehle zu erteilen, die zur Erfüllung seiner Aufgaben notwendig sind. Wenn sich dies aus seinem Aufgabenbereich ergibt, was beim UvD regelmäßig der Fall ist, hat er Befehlsbefugnis auch gegenüber Soldaten, die sich nicht im Dienst befinden.
Im Gegensatz zum UvD ist der GvD kein Vorgesetzter mit besonderem Aufgabenbereich. Durch den GvD können jedoch Befehle des UvD übermittelt werden. Diesen haben die Soldaten, denen der UvD vorgesetzt ist, Folge zu leisten.